# Bernard Ziębicki
Bernard Ziębicki – polski ekonomista, doktor habilitowany nauk ekonomicznych, rektor Uniwersytetu Ekonomicznego w Krakowie w kadencji 2024–2028.

## Życiorys
W 2004 roku uzyskał stopień doktora nauk ekonomicznych na Uniwersytecie Ekonomicznym w Krakowie. Habilitację uzyskał w 2015 roku w tej samej dziedzinie, na tej samej uczelni.
W kwietniu 2024 został wybrany na rektora Uniwersytetu Ekonomicznego w Krakowie w kadencji 2024–2028.